# Derichebourg
Derichebourg (Euronext: DBG) es un operador de servicios a las empresas y al medio ambiente. Presente en 13 países de tres continentes, el grupo cuenta con 42.200 empleados en 2021. Se compone de dos ramas de actividad diferenciadas, cada una de las cuales tiene su propia gestión: Derichebourg Environnement, especializada en la recogida y reciclaje de residuos, y Derichebourg Multiservices, especializada en servicios subcontratados a empresas industriales y terciarias, servicios públicos y comunidades. Derichebourg cotiza en la Bolsa de París.